# Anderson Cueto
Anderson Cueto Sánchez (Lima, Provincia de Lima, Perú, 24 de mayo de 1989) es un futbolista peruano. Juega como mediocentro organizador y actualmente está sin equipo. Tiene 35 años.

## Trayectoria
Se inició en las divisiones menores de Sporting Cristal. En julio de 2007 fue contratado por el Lech Poznań de Polonia. En julio de 2010 regresa a Sporting Cristal y al año siguiente ficha por el Juan Aurich de Chiclayo, equipo con el que logra el título de Primera División de la temporada 2011. Ese año jugó 14 partidos y anotó 1 gol.
En los últimos días de enero de 2013, rescindió contrato con el Aurich. Acto seguido, firmó contrato con Alianza Lima por dos temporadas. de allí pasó a préstamo para el club Real Garcilaso, club con el que jugó la Copa Libertadores 2014 y fue subcampeón nacional en el 2013. Jugó un par de años en Segunda División por el Sport Boys del Callao donde fue uno de los goleadores del club en 2015 y en la temporada siguiente con el cuadro chalaco se salvó del descenso.
El 9 de febrero de 2017 ficha por el Sport Victoria de Ica.
Para el 2019 ficha por el recién ascendido Pirata FC. Desciende de categoría a fin de temporada.

## Selección nacional
Ha sido internacional con la Selección de fútbol del Perú, con la que disputó el Campeonato Sudamericano Sub-20 de 2009 en Venezuela.

## Clubes
| Club                | País    | Año         |
| ------------------- | ------- | ----------- |
| Lech Poznań         | Polonia | 2007 - 2010 |
| Sporting Cristal    | Perú    | 2010        |
| Juan Aurich         | Perú    | 2011 - 2012 |
| Alianza Lima        | Perú    | 2013        |
| Real Garcilaso      | Perú    | 2013 - 2014 |
| Sport Boys          | Perú    | 2015 - 2016 |
| Sport Victoria      | Perú    | 2017        |
| Juan Aurich         | Perú    | 2018        |
| Pirata FC           | Perú    | 2019 - 2020 |
| Cultural Santa Rosa | Perú    | 2021        |

## Palmarés

### Campeonatos nacionales
| Título                        | Club        | País    | Año  |
| ----------------------------- | ----------- | ------- | ---- |
| Copa de Polonia               | Lech Poznań | Polonia | 2009 |
| Supercopa de Polonia          | Lech Poznań | Polonia | 2009 |
| Primera División del Perú     | Juan Aurich | Perú    | 2011 |
| Torneo de Promoción y Reserva | Juan Aurich | Perú    | 2012 |